# 西里尔·米基
西里尔·米基（英語：Cyril Michie，1900年8月20日—1966年11月10日），印度男子曲棍球运动员。他曾代表英属印度代表队参加1936年夏季奥林匹克运动会曲棍球比赛，获得一枚金牌。